# سیلیسین

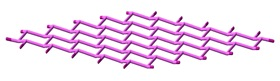
ساختار سیلیسین، نشان‌دهنده وجود موج در سطح شبکه

سیلیسین (به انگلیسی: Silicene) یک دگرشکل دو-بعدی سیلیسیم با ساختار شش‌ضلعی لانه‌زنبوری مانند گرافین است. بر خلاف گرافین، سیلیسین مسطح نیست، اما یک توپولوژی خمیدهٔ تناوبی دارد؛ اتصال بین لایه‌ها در سیلیسین بسیار قوی‌تر از گرافین چند لایه است؛ و فرم اکسید شدهٔ سیلیسین، سیلیکای دو-بعدی، دارای ساختار شیمیایی بسیار متفاوتی از اکسید گرافین است.

## تاریخچه
با وجود این که نظریه‌پردازها در مورد وجود و خواص احتمالی سیلیسین حدس و گمان‌هایی زده بودند، محققان اولین بار در سال ۲۰۱۰ ساختارهای سیلیسیمی را که حاکی از سیلیسین بودند، مشاهده کردند. آن‌ها با استفاده از یک میکروسکوپ تونلی روبشی، نانوروبان‌ها و ورقه‌های خودسامان‌یافته سیلیسین را که بر روی یک کریستال نقره-۱۱۰ و نقره-۱۱۱ ته‌نشین شده بودند، با دقت اتمی مطالعه کردند. تصاویر، شش‌ضلعی‌هایی را نشان دادند که در یک ساختار لانه‌زنبوری مشابه ساختار گرافین قرار گرفته بودند، اما این شش‌ضلعی‌ها از سطح نقره آغاز شده بودند. محاسباتی که با استفاده از نظریه تابعی چگالی انجام شده بود نشان می‌داد که اتم‌های سیلیسیم تمایل به ایجاد این‌گونه ساختارهای لانه‌زنبوری بر روی نقره و اتخاذ یک انحنای خفیف دارند، که احتمال پیکربندی گرافین‌گونه را بالا می‌برد. با این‌ حال، چنین مدلی برای سیلیسیم/نقره-۱۱۰ رد شده است: سطح نقره نشان‌دهنده‌ی یک ردیف گم‌شده به محض جذب سیلیسیم است و ساختارهای لانه‌زنبوری مشاهده‌شده مصنوعات نوک هستند.
در ادامه در سال ۲۰۱۳ میلادی بازسازی دمبل‌گونه در سیلیسین کشف شد که سازوکارهای تشکیل سیلیسین لایه‌ای و سیلیسین روی نقره را توجیه می‌کند.
در سال ۲۰۱۵، یک ترانزیستور اثر میدان سیلیسینی تست شد که فرصت‌های جدیدی را برای سیلیسیم دو-بعدی جهت مطالعات متعدد علوم بنیادی و کاربردهای الکترونیکی ایجاد می‌کند.

## شباهت‌ها و تفاوت‌ها با گرافین

نمای نزدیک از حلقهٔ شش‌تایی سیلیسین با ساختار خمیده

سیلیسیم و کربن اتم‌های مشابهی هستند. در یک گروه جدول تناوبی قرار دارند و هر دو ساختار الکترونی s2p2 دارند. ساختار دو-بعدی سیلیسین و گرافین نیز شبیه است اما تفاوت‌های مهمی دارد. با وجود این که هر دو ساختار شش‌ضلعی دارند، گرافین کاملا مسطح است، در حالی که سیلیسین شکل شش‌ضلعی خمیده‌ای دارد. ساختار خمیده‌ی سیلیسین با اعمال یک میدان الکتریکی خارجی به آن یک شکاف انرژی قابل تنظیم می‌دهد. واکنش هیدروژنه کردن سیلیسین نیز گرمازاتر از گرافین است. یک تفاوت دیگر هم آن است که از آن جا که پیوندهای کووالانسی سیلیسیم انباشته‌گی π-π ندارند، سیلیسین در یک فرم گرافیت‌گونه جمع نمی‌شود. تشکیل یک ساختار خمیده در سیلیسین برخلاف ساختار مسطح گرافین به اعوجاجات شدید شبه جان-تلر ناشی از ارتعاش الکترونی بین حالت‌های الکترونی پر و خالی فاصله نزدیک نسبت داده شده است.
سیلیسین و گرافین ساختارهای الکترونی مشابهی دارند. هر دو یک مخروط دیراک و پراکندگی الکترونی خطی اطراف نقاط دیراک دارند. هر دو جلوه کوانتومی اسپین هال دارند. انتظار می‌رود که هر دو دارای مشخصات فرمیون‌های بدون جرم دیراک که بار را حمل می‌کنند باشند، ولی این موضوع برای سیلیسین فقط پیش‌بینی و تا به حال مشاهده نشده‌است، احتمالاً به این دلیل که انتظار می‌رود فقط با وجود سیلیسین مستقل که سنتز نشده‌است رخ دهد. اعتقاد بر این است که بستری که سیلیسین روی آن ساخته می‌شود تأثیر قابل توجهی بر خصوصیات الکترونیکی آن دارد.
بر خلاف اتم‌های کربن در گرافین، اتم‌های سیلیسیم در سیلیسین هیبریداسیون sp3 را به sp2 ترجیح می‌دهند، که که آن را از نظر شیمیایی در سطح بسیار فعال می‌کند و به اجازه می‌دهد تا حالت‌های الکترونی آن به راحتی توسط عملکرد شیمیایی تنظیم شوند.
در مقایسه با گرافین، سیلیسین چندین مزیت برجسته دارد: ۱. یک اتصال اسپین-مدار قوی‌تر، ۲. قابلیت تنظیم بهتر شکاف انرژی، و ۳. قطبش دره آسان‌تر و مناسب‌تر برای مطالعهٔ valleytronics.

## شکاف انرژی
مطالعات اولیه در مورد سیلیسین نشان داد که ناخاصی‌های مختلف درون ساختار سیلیسین توانایی تنظیم شکاف انرژی آن را فراهم می‌کند.
اخیراً، شکاف انرژی در سیلیسین اپیتکسیال توسط اداتم‌های اکسیژن از نوع شکاف-صفر به نوع نیمه‌رسانا تنظیم شده‌است. با یک شکاف انرژی قابل تنظیم، اجزای الکترونیکی خاصی را می‌توان برای کاربردهایی که به شکاف انرژی خاصی نیاز دارند، ساخت. شکاف انرژی را می‌توان به ۰٫۱ الکترون‌ولت کاهش داد، که به‌طور قابل توجهی کوچک‌تر از شکاف انرژی است که در ترانزیستورهای اثر میدان مرسوم (۰٫۴ الکترون‌ولت) وجود دارد.
القای ناخالصی نوع n در سیلیسین نیاز به ناخالصی از نوع فلز قلیایی دارد. تغییر دادن مقدار آن شکاف انرژی را تنظیم می‌کند. ناخالص‌سازی حداکثری شکاف انرژی را ۰٫۵ الکترون‌ولت افزایش می‌دهد. به دلیل ناخالص‌سازی زیاد، ولتاژ تغذیه نیز باید ۳۰ ولت باشد. سیلیسین ناخالص‌شده با فلز قلیایی فقط توانایی تولید نیمه‌رسانای نوع n را دارد؛ دستگاه‌های الکترونیک مدرن نیاز به یک اتصال نوع n و p مکمل دارند. برای تولید دستگاه‌هایی مانند دیودهای نورافشان (LED) ناخالص‌سازی خنثی (نوع i) لازم است. LEDها از اتصال p-i-n برای تولید نور استفاده می‌کنند. برای تولید سیلیسین ناخالص‌شدهٔ نوع p باید یک ناخالص مجزا استفاده شود. سیلیسین ناخالص‌شده با ایریدیم اجازهٔ تولید سیلیسین از نوع p را می‌دهد. از طریق ناخالص‌سازی با پلاتین، سیلیسین از نوع i نیز امکان‌پذیر است. با ترکیب ساختارهای ناخالص‌شدهٔ نوع n , p و i، سیلیسین فرصت استفاده در صنعت الکترونیک را دارد.

## خواص
سیلیسین دو-بعدی کاملاً مسطح نیست و اعوجاجات صندلی‌گونه در حلقه‌هایش دارد. این موضوع باعث ایجاد موج‌های سطحی منظم می‌شود. هیدروژناسیون سیلیسین به سیلان فرایندی گرمازا است. این موضوع باعث این پیش‌بینی شد که فرایند تبدیل سیلیسین به سیلان نامزد ذخیره‌سازی هیدروژن است. برخلاف گرافیت، که از دسته‌های ضعیف نگه‌داشته شدهٔ لایه‌های گرافینی از طریق نیروهای پراکندگی تشکیل شده‌است، اتصال‌های بین لایه‌ای در سیلیسین بسیار قوی است.
خمیده بودن ساختار شش‌ضلعی سیلیسین ناشی از اثر شبه ژان-تلر است.
سیلیسین علاوه بر سازگاری بالقوه با تکنیک‌های نیمه‌رسانای عادی، این مزیت را دارد که لبه‌هایش با اکسیژن واکنش نشان نمی‌دهند.
در سال ۲۰۱۲ میلادی، چندین گروه به‌طور مستقل خبر از فازهای منظم در سطح نقره-۱۱۱ دادند. به نظر می‌رسد نتایج حاصل از اندازه‌گیری‌های طیف‌سنجی تونل‌زنی روبشی و طیف‌سنجی فوتون گسیلی با تفکیک زاویه‌ای نشانگر این است که سیلیسین دارای خواص الکترونیکی مشابه گرافین است، به عبارت دیگر پراکندگی الکترونی مشابه فرمیون‌های دیراک نسبی‌گرایانه در نقاط K منطقه بريليون، اما بعدتر این تفسیر مورد مناقشه قرار گرفت و نشان داده شد که به دلیل وجود یک نوار لایه است.
به جز نقره، گزارش داده شده است که سیلیسین روی دی‌برید زیرکونیم و ایریدیم نیز رشد می‌کند. مطالعات نظری پیش‌بینی کردند که سیلیسین در سطح آلومینیم-۱۱۱ به عنوان تک لایه‌ای که از نظر ساختاری، لانه‌زنبوری است، پایدار است. (با انرژی بستگی مشابه به آنچه در سطح نقره-۱۱۱ مشاهده می‌شود) همچنین یک فرم جدید با نام «سیلیسین چندضلعی» که ساختارش متشکل از چندضلعی‌های ۳، ۴، ۵ و ۶ وجهی است نیز پایدار است.
فراتر از ساختار سیلیسین خالص، تحقیقات در مورد سیلیسین عامل‌دار شده باعث رشد موفقیت‌آمیز ورقه‌های ارگانیزه‌شدهٔ بدون اکسیژن سیلیسین با حلقه‌های فنیل شده‌است. چنین عملکردی باعث پراکندگی یکنواخت ساختار در حلال‌های آلی می‌شود و پتانسیل طیف وسیعی از سیستم‌های سیلیسیمی کاربردی و نانوورقه‌های ارگانیک سیلیسیم را نشان می‌دهد.